# Train (Train)
| Recensione | Giudizio |
| ---------- | -------- |
| AllMusic   | [ 2 ]    |

Train è il primo album in studio del gruppo musicale statunitense Train, pubblicato il 24 febbraio 1998 dalla Sony Records.
L'album è stato autoprodotto per 25 000 dollari e dall'album sono stati estratti tre singoli. Il primo singolo estratto, Free, è stato un successo in gran parte della stazioni rock statunitensi. Il secondo, Meet Virginia, è stato nella top 20 della Billboard Hot 100, piazzandosi al numero 20. Il terzo singolo pubblicato è I Am.

## Tracce
Testi e musiche di Train.
1. Meet Virginia – 4:00
2. I Am – 4:29
3. If You Leave – 3:29
4. Homesick – 4:39
5. Free – 3:58
6. Blind – 5:01
7. Eggplant – 3:11
8. Idaho – 4:57
9. Days – 4:39
10. Rat – 4:32
11. Swaying – 4:13
12. Train – 5:34 – Bonus Track
13. Heavy – 3:49 – Bonus Track

### Lista originale delle tracce
L'originale pubblicazione indipendente, pubblicata nel 1996, aveva una lista delle tracce diversa.
Testi e musiche di Train.
1. I Am
2. Free
3. Homesick
4. Blind
5. Eggplant
6. Meet Virginia
7. Train
8. Rat
9. Swaying
10. Days
11. Idaho
12. Sorry For
13. The Highway

## Formazione
- David Bryson - mixaggio
- Gary Cirimelli - assistente del mixaggio
- Charlie Colin - basso
- Charlie Gillingham - organo, pianoforte, mellotron
- Rob Hotchkiss - chitarra, armonica, cori, cori (di sottofondo)
- Curtis Mathewson - sintetizzatore Moog, produttore, mandola
- Mike McHugh - ingegnere
- Pat Monahan - percussioni, cori, autore dei testi
- Charles Quagliana - ingegnere
- Jimmy Stafford - chitarra, mandolino, cori
- Richard Stutting - artwork, design, illustrazioni
- Train - produttore
- Scott Underwood - percussioni, batteria
- Matt Wallace - produttore, ingegnere, mixaggio
- Alan Yoshida - masterizzazione

## Classifiche
| Classifica (1999) | Posizione massima |
| ----------------- | ----------------- |
| Stati Uniti       | 76                |